# Myrmecodia tuberosa
Myrmecodia tuberosa là một loài thực vật có hoa trong họ Thiến thảo. Loài này được Jack mô tả khoa học đầu tiên năm 1823.

## Hình ảnh

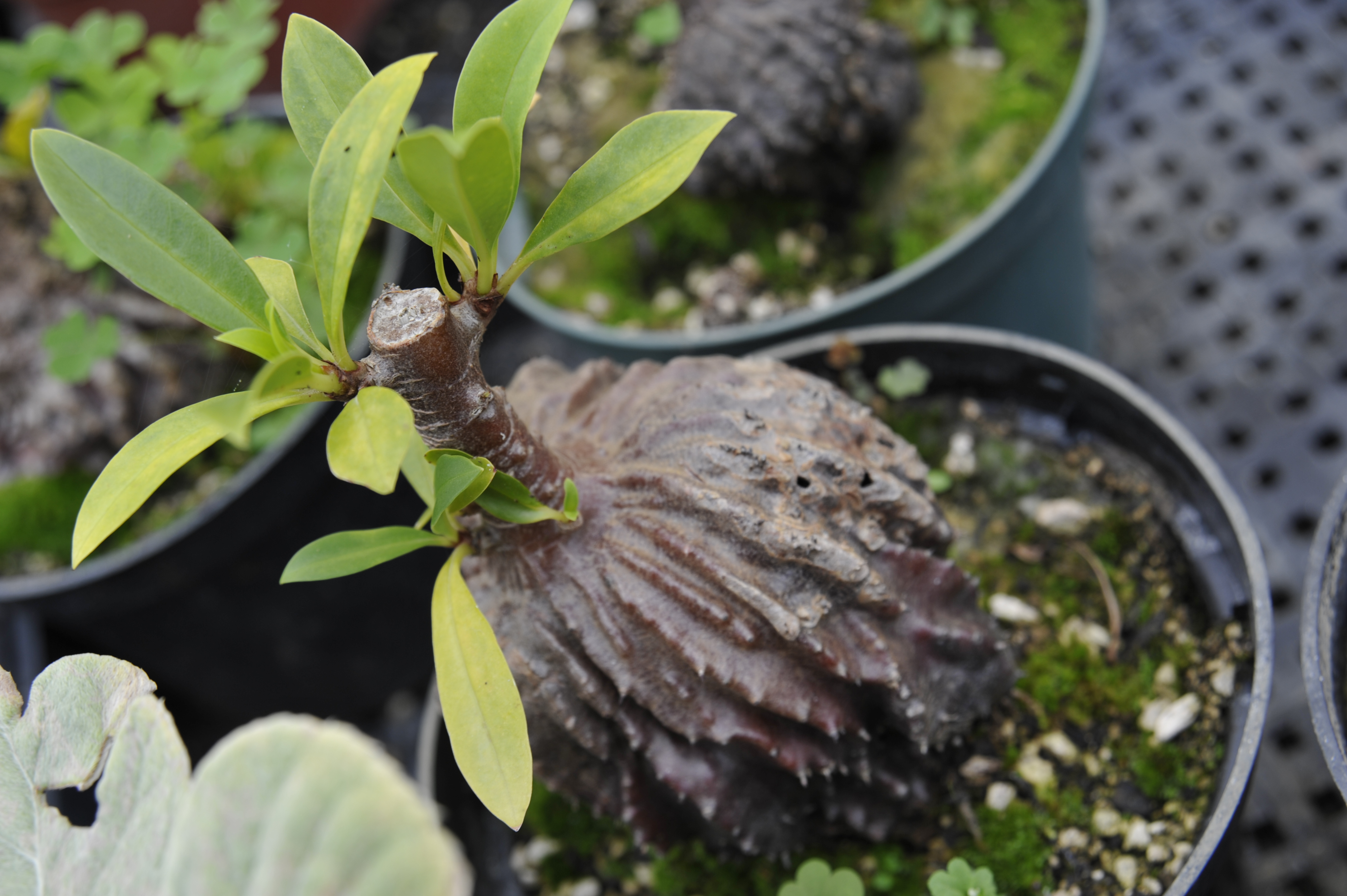
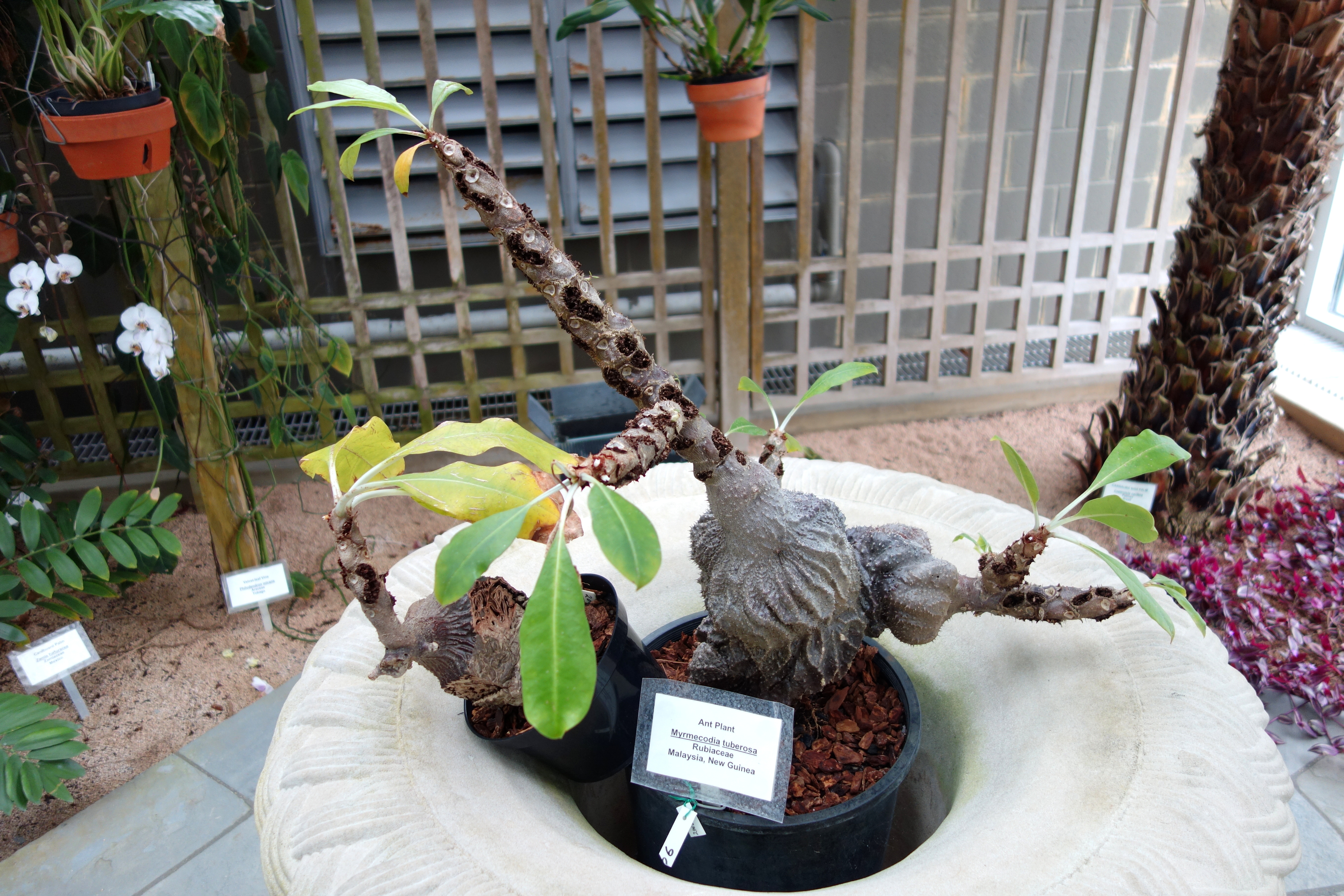
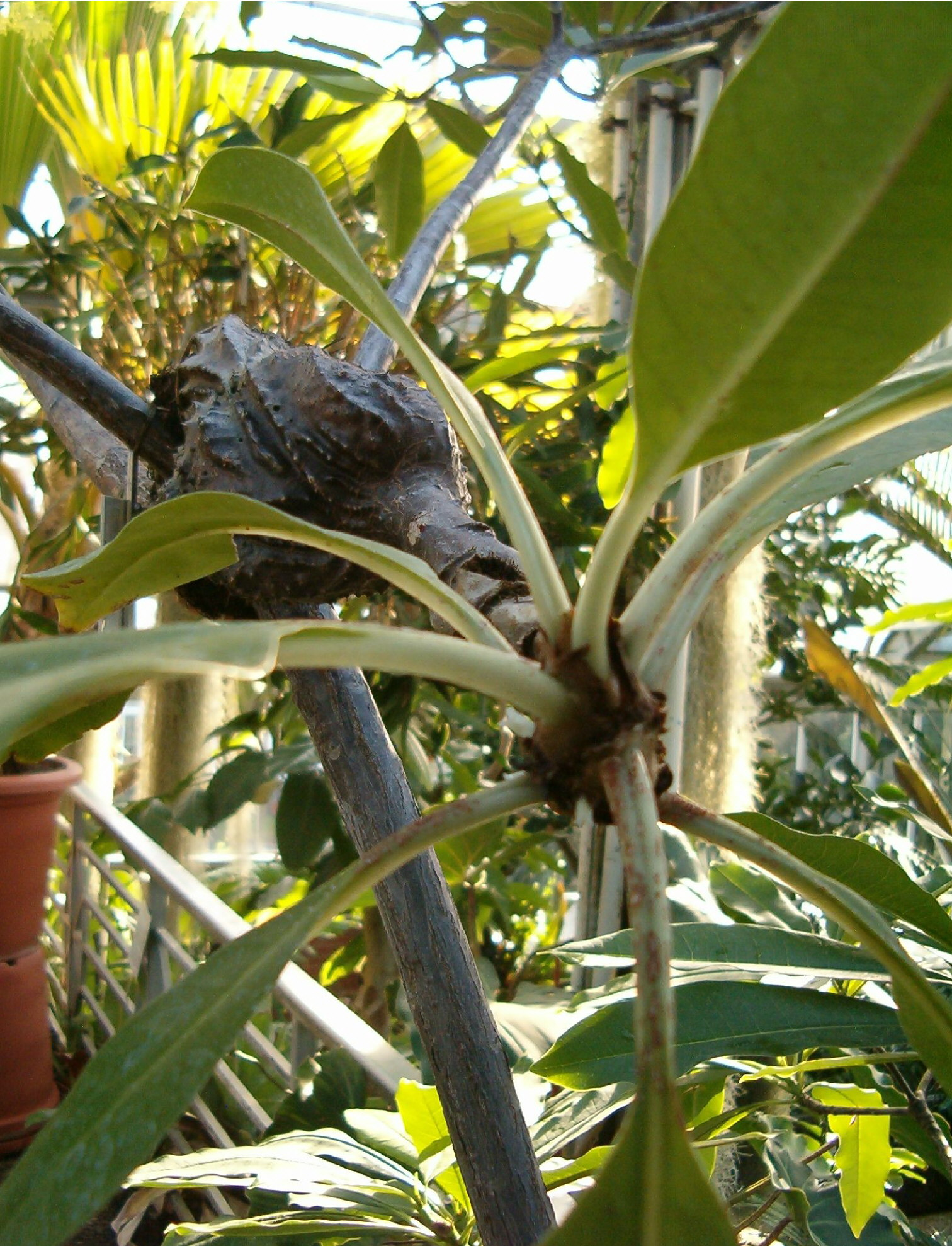
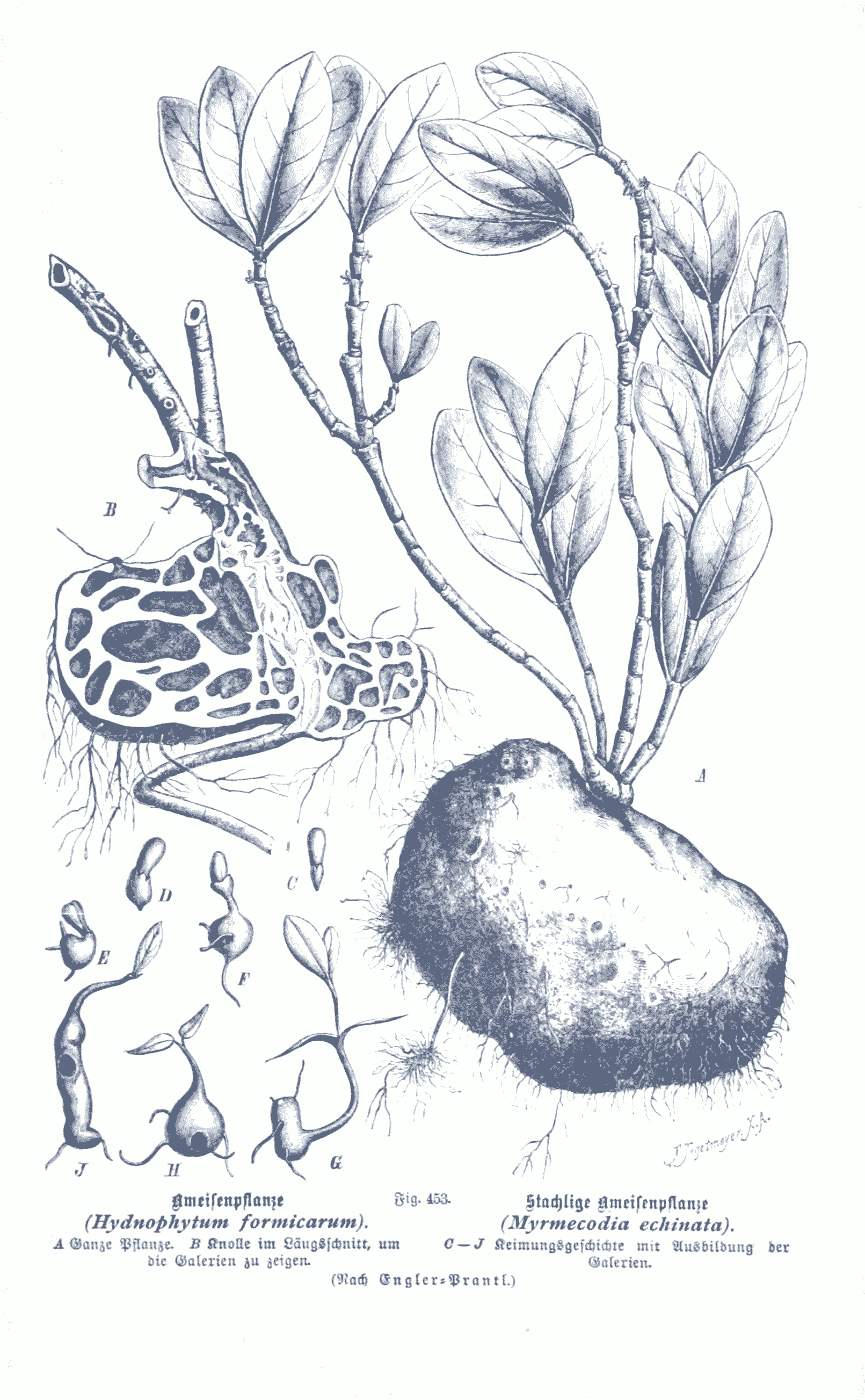